# Картузы (гмина)
Картузы (пол. Kartuzy) — городско-сельская гмина (волость) в Польше, входит как административная единица в Картузский повет, Поморское воеводство. Население — 30 993 человека (на 30 июня 2005 года).

## Состав гмины
В гмину входит 24 деревни, в том числе деревня Щаново.

## Демография
| Перепись                       | Всего   | Всего | Женщины | Женщины | Мужчины | Мужчины |
| ------------------------------ | ------- | ----- | ------- | ------- | ------- | ------- |
| Единицы                        | человек | %     | человек | %       | человек | %       |
| Население                      | 30 850  | 100   | 15 667  | 50,8    | 15 183  | 49,2    |
| Плотность населения (чел./км²) | 150,3   | 150,3 | 76,3    | 76,3    | 74      | 74      |

## Населенные пункты

### Сельские округа
1. Бонч
2. Борово
3. Бродница-Дольна
4. Бродница-Гурна
5. Дзержонжно
6. Глусино
7. Гжибно
8. Калиская
9. Келпино
10. Коленя
11. Косы
12. Лапалице
13. Мезово
14. Мирахово
15. Нова-Хута
16. Помечиньская-Хута
17. Проково
18. Рембошево
19. Сяново
20. Сяновская-Хута
21. Ситно
22. Сментово-Хмеленьске
23. Станишево
24. Стара-Хута

## Соседние гмины
1. Гмина Хмельно
2. Гмина Линя
3. Гмина Пшодково
4. Гмина Сераковице
5. Гмина Сомонино
6. Гмина Стенжица
7. Гмина Шемуд
8. Гмина Жуково